# Académie ghanéenne des arts et des sciences
Pour les articles homonymes, voir GAAS.
L' Académie ghanéenne des arts et des sciences (Ghana Academy of Arts and Sciences, GAAS) est une société savante des arts et des sciences basée à Accra, au Ghana. L'institution a été fondée en novembre 1959 par Kwame Nkrumah dans le but de promouvoir la poursuite, l'avancement et la diffusion des connaissances dans toutes les branches des sciences et des sciences humaines.

## Histoire
L'Académie ghanéenne des arts et des sciences a commencé sa vie sous le nom de Ghana Academy of Learning et a été officiellement ouverte le 27 novembre 1959, dans la grande salle du University College of Ghana, par le prince Philip, duc d'Édimbourg, qui est devenu son premier président avec Nkrumah. Il a été incorporé par une loi du Parlement, la première du genre en Afrique post-indépendante.  Elle a été fusionnée avec le Conseil national de recherches en 1963 pour devenir l'Académie des arts et des sciences. En 1968, elle a de nouveau été divisée en (a) l'Académie ghanéenne des arts et des sciences, qui est une société purement savante, et (b) le Conseil de la recherche scientifique et industrielle, qui entreprend des recherches de nature appliquée en rapport avec les besoins nationaux.

## Mission

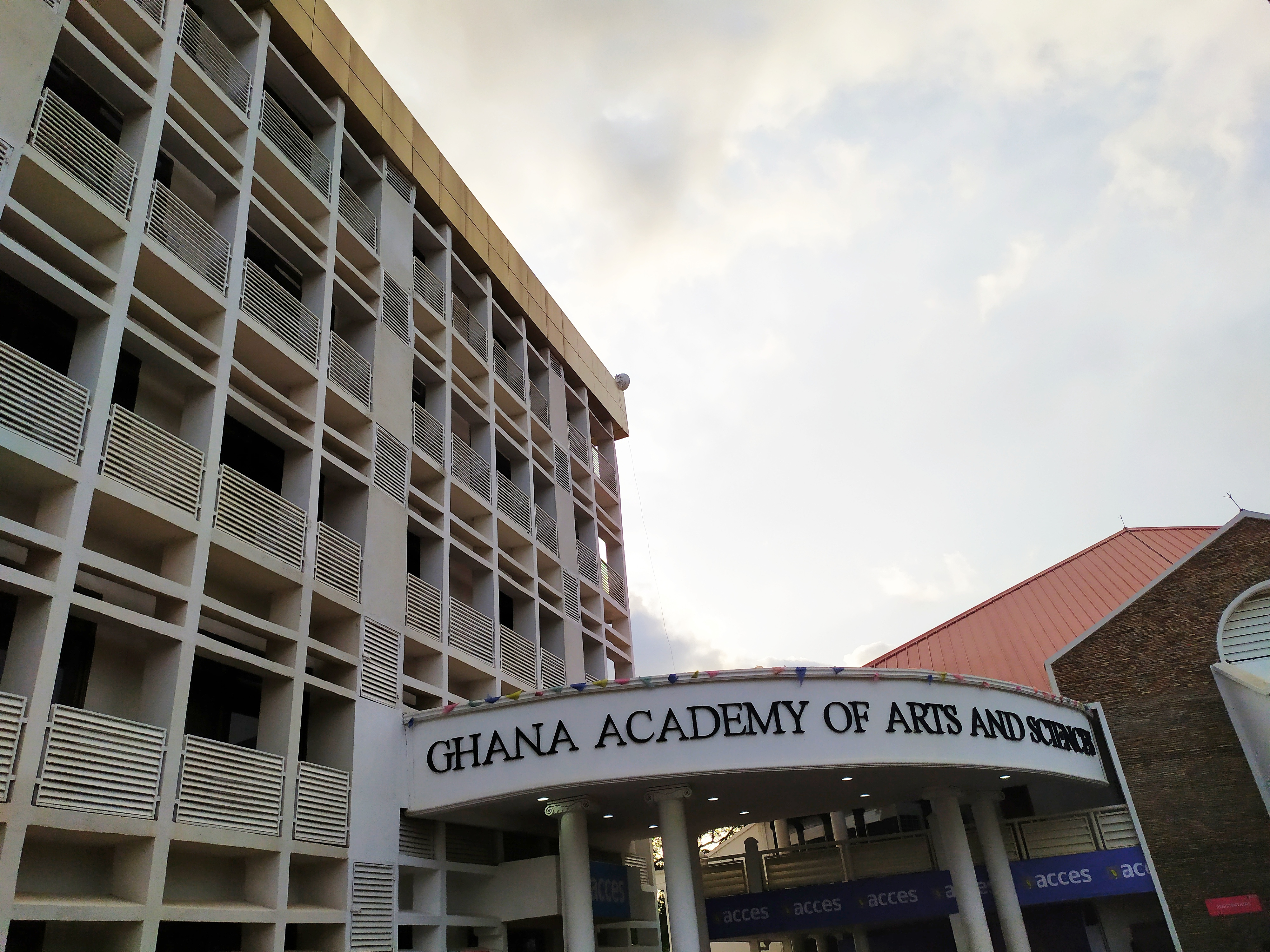
Bâtiment de l'Académie ghanéenne des arts et des sciences à Accra

La mission de l'Académie des arts et des sciences du Ghana est d'encourager la création, l'acquisition, la diffusion et l'utilisation des connaissances pour le développement national par la promotion de l'apprentissage.

## Présidents
Les personnes suivantes ont été présidents de l'Académie:  
- Prince Philip, duc d'Édimbourg (1959–1961)
- Kwame Nkrumah (1961-1966)
- Nii Amaa Ollennu (1969-1972)
- Ernest Amano Boateng (en) (1973-1976)
- Charles Odamtten Easmon (en) (1977-1980)
- Frank Gibbs Torto (en) (1981–1982)
- Kwesi Dickson (en) (1983–1986)
- Emmanuel Evans-Anfom (en) (1987–1990)
- Christian Gonçalves Kwami Baëta (en) (1991–1992)
- Daniel Adzei Bekoe (en) (1993–1996)
- Joseph Hanson Kwabena Nketia (1997–1998)
- Fred T. Sai (en) (1999-2002)
- S. K. B. Asante (en) (2003-2006)
- Letitia Obeng (2007-2008)
- Reginald Fraser Amonoo (en) (2011-2014)
- Francis Allotey (2011-2014)
- Akilagpa Sawyerr (en) (2015-2016)
- Aba Andam (2016-2019)
- Joy Henrietta Mensa-Bonsu (2019–)

## Membres notables
Outre les présidents déjà mentionnés, sont ou ont été membres de l'académie les personnalités suivantes :
- Marian Ewurama Addy
- Kofi Annan
- Fred Kwasi Apaloo (en)
- Emmanuel Quaye Archampong (en)
- Ernest Aryeetey (en)
- Kwadwo Asenso Okyere (en)
- Edwin Jackson Anafi Asomaning (en)
- Edward S. Ayensu (en)
- Jonathan Narh Ayertey (en)
- Albert George Baidoe Amoah (en)
- George Benneh (en)
- Albert Adu Boahen
- Vincent Cyril Richard Arthur Charles Crabbe (en)
- George C. Clerk (en)
- J. B. Danquah
- Samuel Date-Bah (en)
- Silas Dodu (en)
- Kwabena Frimpong-Boateng (en)
- Robert K. A. Gardiner (en)
- Kwame Gyekye (en)
- Kobina Arku Korsah
- Felix Konotey-Ahulu (en)
- Ebenezer Laing (en)
- Ivan Addae Mensah (en)
- Joseph Hanson Kwabena Nketia
- George Tawia Odamtten (en)
- David Ofori-Adjei (en)
- Susan Ofori-Atta
- Jane Naana Opoku-Agyemang
- Ashitey Trebi-Ollennu
- William Bedford Van Lare
- Kwesi Yankah